# Llicència
Una llicència és, en dret, un contracte mitjançant el qual una persona rep d'una altra el dret d'ús de diversos dels seus béns, normalment de caràcter no tangible o intel·lectual. Pot donar-se a canvi del pagament d'una suma determinada per l'ús dels béns. Aquests actius són propietat de l'atorgant, i poden ser béns de propietat intel·lectual com una marca comercial, patents o tecnologies. També poden ser objecte de llicència d'altres béns de caràcter intangible, com la distribució d'obres intel·lectuals.

## Classes de llicències
La modalitat de llicència és molt comú en la indústria del programari, on es comercialitzen llicències de programari que permeten l'ús d'un programa o aplicació computacional sense ser-ne l'amo, i sense poder-lo, per tant, vendre, ni arrendar o modificar. També hi ha llicències amb característiques especials, que permeten la modificació o transmissió del programari. Aquestes llicències se solen denominar programari gratuït (d'ús gratuït), programari de prova (de distribució gratuïta) o programari lliure i codi obert (aquelles en què es permet la modificació del programari). També existeix la llicència per ser concessionari d'una marca comercial rebent-ne el dret d'ús i al mateix temps el know how de la companyia.

## Llicència massiva de programari
Les persones distribuïdes en programari massiu són utilitzades per individus en ordinadors personals amb llicència del desenvolupador d'aquest programari. Aquesta llicència s'inclou normalment en un acord de llicència d'usuari final (EULA) més extens subscrit en la instal·lació d'aquest programari en un ordinador. Normalment, una llicència s'associa amb un codi únic, que quan s'aprova concedeix a l'usuari final l'accés al programari en qüestió.
Segons un acord de llicència d'usuari final típic, l'usuari pot instal·lar el programari en un nombre limitat d'ordinadors.
De vegades es qüestiona l'executivitat dels acords de llicència d'usuari final.

## Llicència de patents
Un cedent pot concedir permís a un llicenciatari per dur a terme activitats que, d'altra manera, estarien dins de la, oferta per a la venda o importació d'un producte patentat o per realitzar un procés patentat. El terme d'una llicència de patent pot ser un termini "fix" (és a dir, especificat), com ara cinc anys, o pot ser per a tota la vida de la patent (és a dir, fins que caduqui la patent). Una patent està per la seva naturalesa limitada en l'àmbit territorial; només cobreix l'activitat dins de les fronteres del país emissor de la patent. En conseqüència, una llicència de patent no requereix cap provisió de territori.
La contraprestació que concedeix el llicenciador a canvi de la concessió de la llicència de patent s'anomena pagament de la taxa de patent. En una llicència "pagada", el pagament de drets de propietat "global" és un import monetari especificat, generalment vençut poc després de la data d'entrada en vigor de la patent (per exemple, dins dels 15 dies hàbils de la data d'efectivitat) i no hi ha cap pagament addicional. requerit. En cas contrari, el pagament de la taxa de patent és una "taxa corrent", que normalment es paga anualment. La regalia anual pot ser un import especificat (per exemple, un milió de dòlars cada any), o una quantitat proporcional al volum d'activitat amb llicència realitzada pel llicenciatari (per exemple, un dòlar per unitat de producte amb llicència venuda pel llicenciat aquell any, o un per cent de l'import net de vendes dels productes amb llicència venuts pel llicenciat aquest any).
Un contracte de llicència és un acord pel qual un cedent concedeix el dret a la propietat intangible a una altra entitat durant un període determinat i, a canvi, el cedent rep una taxa de royalties del concessionari. La propietat immaterial inclou patents, invencions, fórmules, processos, dissenys, drets d'autor i marques comercials.

### Avantatges d'un acord de llicència
- Un avantatge primordial d'un acord de llicència, l'empresa no ha de suportar el desenvolupament i els riscos associats a l'obertura d'un mercat exterior. És molt atractiu per a les empreses que no tenen capital per desenvolupar operacions a l'estranger. La concessió de llicències pot resultar atractiva quan una empresa no vol disposar de recursos financers substancials en un mercat exterior poc conegut o políticament volàtil.[2] Les llicències s'utilitzen principalment amb una empresa que vol participar en un mercat exterior, però està prohibida a causa de les barreres a la inversió.

### Desavantatges d'un acord de llicència
- En primer lloc, no proporciona a l'empresa un control estricte sobre la fabricació, la comercialització i l'estratègia necessàries per a la realització d'economies de corba d'experiència i ubicació.[2]
- En segon lloc, competir en un mercat global pot requerir a una empresa que coordini els moviments estratègics a través dels països mitjançant els beneficis obtinguts en un país per donar suport als atacs competitius en un altre. La concessió de llicències limita la capacitat d'una empresa per fer-ho.[2]
- Finalment, un tercer problema de la concessió de llicències és la relació de la teoria econòmica de la IED. Això està associat a la concessió de llicències per a empreses tecnològiques de negocis estrangers El coneixement tecnològic constitueix la base dels avantatges competitius de moltes empreses multinacionals. La majoria de les empreses desitgen controlar com s'utilitza el seu coneixement, ja que poden perdre el control fàcilment. Moltes empreses cometen l'error de pensar que podrien mantenir el control del seu coneixement dins de l'acord de llicència.[2]

## Marques comercials i llicències de marca
Un cedent pot concedir permís a un concessionari per distribuir productes sota una marca comercial. Amb una llicència, el llicenciatari pot utilitzar la marca sense por que es reclami una infracció de marca registrada per part del cedent. L'assignació d'una llicència sovint depèn de termes contractuals específics. Els termes més habituals són que una llicència només s'aplica per a una regió geogràfica determinada, només per a un determinat període o només per a una etapa de la cadena de valor. A més, hi ha diferents tipus de tarifes dins de les marques i la llicència de marca. El primer formulari exigeix una taxa independent de les vendes i els beneficis, i el segon tipus de taxa de llicència depèn de la productivitat del llicenciatari.
Quan un llicenciador concedeix permís a un llicenciatari no només per distribuir, sinó fabricar un producte patentat, es coneix com a producció amb llicència.

## Llicències d'obres d'art i personatges
Un cedent pot concedir un permís a un llicenciatari per copiar i distribuir obres amb drets d'autor com ara "art" (per exemple, la pintura de Thomas Kinkade "Dawn in Los Gatos") i personatges (per exemple, Mickey Mouse). Amb aquesta llicència, el llicenciat no ha de témer cap reclamació d'infracció de drets d'autor presentada pel propietari del copyright.
Tanmateix, la llicència artística no està relacionada amb la llicència esmentada anteriorment. És un eufemisme que denota la llibertat d'expressió, la capacitat de fer que el subjecte aparegui més atractiu o atractiu, ficcionant part del subjecte.

## Acadèmia
Una llicenciatura és un títol acadèmic que tradicionalment atorgava la llicència per ensenyar a una universitat o per exercir una professió determinada. El terme va sobreviure malgrat que avui dia es necessita normalment un doctorat per impartir classes a una universitat. El terme també s'utilitza per a una persona que té una llicència. En anglès, el títol mai no s'ha anomenat llicència. A França, la llicència és el primer grau atorgat a les universitats, tres anys després del batxillerat.
A Suècia, Finlàndia i en alguns altres sistemes universitaris europeus, un 'llicenciat' és un títol de postgrau entre el màster i el doctorat. La llicenciatura és una opció popular en aquells països on un títol complet de doctorat trigaria cinc o més anys a assolir-se.

## Llicències de vehicles
S'ha aplicat una llicència per conduir determinats vehicles a molts països del món. Per poder conduir un determinat vehicle cal un permís de conduir específic, el tipus de llicència en funció del tipus de vehicle.

## Llei criminal
Al Regne Unit, els presoners poden ser alliberats abans de complir la seva condemna completa "sota llicència". Bàsicament, la llicència és l'acord del pres per mantenir determinades condicions, com ara informar periòdicament a un oficial de prova i mantenir una adreça fixa, a canvi de la seva llibertat. La declaració i la publicació a la llicència són el mateix procediment amb un altre nom.

## Crítica
El subministrament de llicències i les agències que les ordenen són sovint criticats per llibertaris, com Milton Friedman, per haver creat un entorn anticompetitiu per a ocupacions, cosa que crea una barrera a l'entrada per a persones més qualificades i qualificades que potser no disposen dels recursos per obtenir el necessari. llicències. Segons Friedman, les llicències i permisos han esdevingut tan feixugues a causa de la legislació que afavoreix l'establiment actual d'ocupats rics que disminueixen l'oferta d'aquestes ocupacions, cosa que eleva els preus per al consumidor mitjà. Els llibertaris i l'esquerra antiautoritària (anarcocomunistes) consideren que els gremis competidors i altres comuns voluntaris són més beneficiosos per difondre les habilitats i l'educació necessàries per exercir una carrera específica.